# Сергиенко, Валерий Иванович (политик)
Вале́рий Ива́нович Сергие́нко (7 февраля 1946, Аскиз, Красноярский край — 30 сентября 2015, Троицкое, Хакасия) — советский и российский политический деятель, инженер-механик, председатель исполнительного комитета Красноярского краевого совета народных депутатов с 1988 по 1992 год, депутат Государственной думы второго и четвёртого созывов, депутат Законодательного собрания Красноярского края третьего созыва (до объединения Красноярского края) и первого-второго созывов.

## Биография
Родился 7 февраля 1946 года в селе Аскиз Хакасской автономной области Красноярского края в семье рабочих.
После окончания средней школы учился в Минусинском техникуме механизации и электрификации сельского хозяйства. С 1965 по 1966 год работа инженером по технике безопасности Минусинского овоще-молочного совхоза в Минусинском районе Красноярского края.
В 1971 году окончил Красноярский сельскохозяйственный институт отказался от направления в аспирантуру и уехал обратно в село. С 1971 по 1972 год — главный инженер Минусинского районного объединения «Сельхозтехника».
С 1972 по 1976 год — второй секретарь Минусинского райкома КПСС. Окончил Новосибирскую высшую партийную школу.
С 1976 по 1979 год — председатель исполкома Рыбинского районного Совета народных депутатов.
С 1979 по 1981 год — первый секретарь Большемуртинского райкома КПСС.
С 1981 по 1984 год — заведующий сельскохозяйственным отделом, с 1984 по 1988 год — секретарь Красноярского краевого комитета  КПСС.
С 1988 по 1992 год — председатель исполнительного комитета Красноярского краевого Совета народных депутатов.
С 1992 по 1993 год — первый заместитель главы администрации и председатель правительства Красноярского края. В апреле 1993 года баллотировался на пост губернатора Красноярского края, в первом туре получил 7,73 % голосов, во втором — 19,0 %, и занял второе место, уступив победу Валерию Зубову.
С 1993 по 1995 год — президент Союза товаропроизводителей и предпринимателей Красноярского края.
С 1995 по 1999 год — депутат Государственной Думы второго созыва (от Ачинского одномандатного избирательного округа № 45 Красноярского края, выдвинут избирательным объединением «Общественно-политическое движение „Конгресс русских общин“», был членом депутатской группы «Народовластие», заместителем председателя Комитета по собственности, приватизации и хозяйственной деятельности.
С 1995 года являлся председателем Красноярского отделения Конгресса русских общин и был членом национального совета КРО.
С 2000 года — президент Союза товаропроизводителей и предпринимателей Красноярского края. В декабре 2001 года был избран депутатом Законодательного Собрания Красноярского края третьего созыва (выдвинут избирательным блоком «Надежда и опора»), являлся членом комиссии по экономической политике и собственности, членом комиссии по аграрной политике, продовольствию и землепользованию.
В 2003 году избран депутатом Государственной Думы РФ четвёртого созыва по федеральному списку избирательного объединения «Родина (народно-патриотический союз)». 14 мая 2007 года сложил полномочия в связи с избранием депутатом Законодательного Собрания Красноярского края. Мандат перешел Владимиру Зубалеву.
В 2007 году избран депутатом Законодательного собрания объединённого в один субъект Красноярского края первого созыва (выдвинут КПРФ). В Законодательном Собрании является членом комитетов по делам села и агропромышленной политике и по природным ресурсам и экологии.
В 2014 году выдвинут КПРФ в качестве кандидата на пост губернатора Красноярского края набрав 14,02 % голосов и заняв второе место.
Был член-корреспондентом Инженерной академии РФ, избирался вице-президентом Сибирского отделения этой академии, заместителем председателя Федерации товаропроизводителей России.

## Семья
Был женат, имел двоих детей — сына и дочь.

## Гибель
30 сентября 2015 года находясь в служебной командировке близ села Троицкое погиб в автомобильной катастрофе, когда автомобиль, которым управлял водитель депутата, врезался в молоковоз ЗИЛ.

## Награды
- Орден Трудового Красного Знамени[3]
- Орден «Знак Почёта»
- Почётная грамота Губернатора Красноярского края (24 декабря 2013) — за многолетний добросовестный труд, большой личный вклад в социально-экономическое развитие Красноярского края